# Matayoshi Shinkō
Matayoshi Shinkō (又吉眞光; * 1888; † 1947) war ein Okinawanischer Experte des Kobudō und des Karate sowie Schöpfer des Matayoshi-Kobudō, eines Kampfkunststils, der durch das Wirken seines Sohns Matayoshi Shinpō weltweit bekannt wurde.

## Leben
Matayoshi Shinkō hatte bereits in der Kindheit den Umgang mit zahlreichen Waffen des Kobudō erlernt. Bei Agena Shokohu erlernte Matayoshi Shinkō die Techniken für Bō, Sai, Kama und Eiku, und von Ire Matsutaro die Handhabung von Nunchaku und Tonfa. Er bereiste im Jahre 1911 China. Zwei Jahre später kehrte er in seine Heimat zurück, nachdem er in China die Reitkunst, das Bogenschießen, Shuriken jutsu und den Umgang mit dem Lasso erlernt hatte. Im Jahr seiner Rückkehr nahm er gemeinsam mit Funakoshi Gichin an einer öffentlichen Vorführung in Tokio teil und im Jahre 1921 gemeinsam mit Miyagi Chōjun an einer Vorführung vor dem kaiserlichen Kronprinzen Hirohito im Schloss von Shuri, Okinawa. Bei einer zweiten Reise nach China, die ihn nach Shanghai führte, erlernte er die Künste des Suruchin, des Timbe, des Nuntebō, sowie die Akupunktur und die Wissenschaft der Heilkräuter. Seine Rückreise führte ihn durch Fuzhou, wo er den Kungfu-Stil des „Weißen Kranichs“ erlernte.
1935 kam Shinkō Matayoshi definitiv nach Okinawa zurück und ließ sich in Naha nieder, um weiterhin zu trainieren und seine Verbindungen mit anderen Kampfkunst-Experten zu fördern. In der Kampfkunstwelt wurde Matayoshi Shinkō wegen seiner großen Fähigkeiten im Gebrauch der Kobudo-Waffe Kama no Mateshi, „Matayoshi der Kama“, genannt. Im Alter von 59 Jahren verstarb er und vererbte seine Kunst seinen Sohn Matayoshi Shinpō.